# Il trittico
Il trittico (De Triptiek) is de titel van drie gecombineerde eenakters van Giacomo Puccini, zijn laatste afgeronde opera’s Il tabarro, Suor Angelica en Gianni Schicchi. De première was op 14 december 1918 door de Metropolitan Opera in New York.
Puccini stond er op dat de eenakters gezamenlijk werden uitgevoerd, en was furieus wanneer ze gescheiden werden. Toch is het tegenwoordig niet ongebruikelijk dat er maar een, of soms twee van de drie op het programma staan. Het kan ook gebeuren dat een van de drie gecombineerd wordt met een andere opera, soms zelfs van een andere componist, iets wat Puccini nog vreselijker vond..
Als geheel is Il trittico dan ook goed uitgebalanceerd. Il tabarro (De mantel), is bijzonder donker en somber, gevuld met geweld en broeierigheid, en alles wat zo kenmerkend is voor het verisme. Suor Angelica, Puccini's persoonlijke favoriet (en vaak juist de eerste die weggelaten wordt als er maar een of twee worden uitgevoerd) is het tragische verhaal van een jongedame die de familieschande moet uitboeten in het klooster en tragisch sterft wanneer ze verneemt dat haar buitenechtelijk zoontje gestorven is. Gianni Schicchi, de laatste van de drie, is het populairst; het is een komedie vol cynisme over hebzucht en complotten die samengaan met de verdeling van een erfenis.

## Opvoeringen
De Vlaamse Opera bracht de triptiek in het seizoen 2002-2003 ter afsluiting van een zevendelige Puccini-cyclus met Silvio Varviso als dirigent en in een regie van Robert Carsen.
Recente complete uitvoeringen waren er onder andere in de Metropolitan Opera te New-York in 2007, in het Teatro alla Scala te Milaan in 2008, in het Teatro dell'Opera di Roma in 2016, in De Munt te Brussel in maart-april 2022 en in De Nationale Opera in Amsterdam in mei 2024.

## Bron
1. ↑  Il Trittico (programmaboekje), De Vlaamse Opera 2002-2003.

Le Villi (1884) · Edgar (1889) · Manon Lescaut (1893) · La bohème (1896) · Tosca (1900) · Madama Butterfly (1904) · La Fanciulla del West (1910) · La rondine (1917) · Il trittico: Il tabarro (1918) · Il trittico: Suor Angelica (1918) · Il trittico: Gianni Schicchi (1918) · Turandot (1926)